# Nausikaja
 Ovo je glavno značenje pojma Nausikaja. Za druga značenja pogledajte Nausikaja (razdvojba).
Nausikaja (grč. Ναυσικάα, Nausikáa) u grčkoj mitologiji kći je kralja Alkinoja, vladara Feačana, i kraljice Arete, pojavljuje se u Homerovoj Odiseji.

## Mitologija
Homer u svojoj Odiseji govori da je Odisej brodolomom završio na otoku Skeriji. Nausikaja ga je pronašla i odvela ga svome ocu Alkinoju. Znatan dio Odiseje zapravo je Odisejevo prepričavanje svojih pustolovina Alkinoju i njegovim gostima. Alkinoj mu zatim širokogrudno daje brodove koji ga napokon nose kući u Itaku.
Homer opjevava neizraženu ljubav. Ona govori svojim prijateljicama da bi htjela muža poput Odiseja, a njezin otac Alkinoj govori Odiseju da bi ga pustio da je oženi. No, ipak, ništa se ne dogodi između njih dvoje, premda je Nausikaja bila prekrasna i mlada. Odisej govori da sliči božici Artemidi.
Prema Aristotelu i Diktisu Krećaninu, Nausikaja se vjenčala s Telemahom, Odisejevim sinom, i rodila sina Perzeptola ili Ptoliporta.

## Djela iste tematike
- Homer: Odiseja, ep
- Goethe: Nausikaja, nedovršena opera

## Vanjske poveznice
- Nausikaja u grčkoj mitologiji (engl.)